# Jang Žung
Jang Žung (čínsky pchin-jinem Yáng Róng, znaky zjednodušené 杨荣, tradiční 楊榮, 1371–1440) byl čínský politik říše Ming. Začátkem vlády císaře Jung-le byl roku 1402 jmenován velkým sekretářem, v úřadě zůstal do konce svého života. V letech 1418–1424 byl první z velkých sekretářů. Patřil k politikům ztělesňujícím stabilitu vlády a říše v první polovině 15. století.

## Jména
Jang Žungovo rodné jméno bylo Jang C’-žung (čínsky pchin-jinem Yáng Zǐróng, znaky zjednodušené 杨子荣, tradiční 杨子榮), používal zdvořilostní jméno Mien-žen (čínsky pchin-jinem Miǎnrén, znaky zjednodušené 子启, tradiční 勉仁) a pseudonym Tung Jang (čínsky pchin-jinem Dōng Yáng, znaky zjednodušené 东杨, tradiční 東楊). Za své zásluhy obdržel posmrtné jméno Wen-min (čínsky pchin-jinem Wénmǐn, znaky 文敏).

## Život
Jang Žung se narodil roku 1371, pocházel z Fu-ťienu, z okresu Ťien-an v prefektuře Ťien-ning (moderní okres Ťien-ou v městské prefektuře Nan-pching). Palácové zkoušky, nejvyšší stupeň úřednických zkoušek, složil a hodnost ťin-š’ získal roku 1400. Poté sloužil v akademii Chan-lin. Svým velkým sekretářem, jedním z nejbližších pomocníků panovníka, ho jmenoval císař Jung-le v září 1402. Od roku 1418, po smrti Chu Kuanga, stanul v čele sekretářů jako první velký sekretář. Po smrti císaře Jung-le prvenství mezi sekretáři přepustil Jang Š’-čchimu, sekretářem však zůstal do své smrti jako jeden ze „tři Jangů“ (ještě s Jang Pchuem), kteří od druhé poloviny 20. let 15. století spravovali říši Ming společně s císařem Süan-tem a po jeho smrti roku 1435 s císařovnou vdovou Čang.
Jako politik byl považován za lstivého až vychytralého, v kontrastu k příménu Jang Š’-čchimu, současně byl císařům rozhodným, důvěryhodným rádcem. Prosazoval umírněnou politiku – když jednou místní úřady Če-ťiangu požadovali vojenské tažení proti povstalcům skrytým v horách, odpověděl, že to jsou jen chudí vykořenění lidé, kteří potřebují uklidnění a ne násilí; ve druhé polovině 20. let patřil k politikům žádajícím stažení z okupovaného Vietnamu, při povstání Ču Kao-süa osvědčil svou rozhodnost, když prosadil rychlou a energickou akci císařských vojsk.
Jang Žung patřil k významným básníkům své doby, stejně jako jeho kolegové Jang Š’-čchi a Jang Pchu. Psali v tehdejším oblíbeném stylu tchaj-ke tchi (kabinetní poezie) – prostých, až monotónních básní, velebících úspěchy panovníka a rozvoj země. jeho rodina opakovaně vydávala jeho sebrané spisy Jang Wen-min-kung ťi (杨文敏公集) v 25 ťüanech.